# Flugplatz Flateyri

i8
i11
i13
Der Flugplatz Flateyri (IATA-Code: FLI, ICAO-Code: BIHT) lag in den Westfjorden von Island.
Der Ort Flateyri liegt am Nordufer des Önundarfjörðurs und der örtliche Flugplatz Südufer auf der Nehrung Holtsoddi.
Daher auch sein Name Holt.
Er wurde im Herbst 1963  mit einer Start- und Landebahn mit 600 × 30 m eröffnet, die später auf 800 m verlängert wurde.
Im Dezember 1990 wurde das Abfertigungsgebäude erneuert.
Aus dem Ort erreicht man den Flugplatz über den Flateyrarvegur , den Vestfjarðavegur  und den Valþjófsdalsvegur  in 10 km Entfernung.
Der Flughafen Ísafjörður ist 16 km entfernt, aber eine Fahrt über die Breiðadalsheiði (610 m) war schwierig und im Winter nicht immer möglich. Der Vestfjarðagöng, ein Tunnel mit einer Abzweigung, wurde im Dezember 1995 eröffnet und im September 1996 nach Abschluss aller Arbeiten offiziell eingeweiht. Danach gab es noch bis Mitte 1997 Linienflüge zum Flugplatz Flateyri, der dann auch nicht mehr bei Isavia verzeichnet wurde.